# IC 2140
IC 2140 è un ammasso globulare della Grande Nube di Magellano, visibile nella costellazione della Mensa.
È stato scoperto il 18 dicembre 1900 da DeLisle Stewart.